# Prise de Moscou
Ne doit pas être confondu avec Bataille de Moscou (homonymie).
Sixième Coalition
Batailles
Campagne de Russie (1812)
- Liste des batailles
- Mir
- Moguilev
- Ostrovno
- Vitebsk
- Kliastitsy
- Smolensk
- 1re Polotsk
- Valoutina Gora
- Moskova
- Moscou
- Winkowo
- 2e Polotsk
- Maloïaroslavets
- Gorodnia
- Czaśniki
- Viazma
- Smoliani
- Krasnoï
- Bérézina

Campagne d'Allemagne (1813)
- Dantzig
- Lunebourg
- Möckern
- Lützen
- Bautzen
- Reichenbach
- Haynau
- Luckau
- Hoyerswerda
- Lauenbourg
- Goldberg
- Gross Beeren
- Katzbach
- Dresde
- Kulm
- Dennewitz
- Peterswalde
- Liebertwolkwitz
- Leipzig
- Hanau
- Sehested
- Torgau
- Hambourg

Campagne de France (1814)
- Sainte-Croix-en-Plaine
- Besançon
- Mayence
- Metz
- Saint-Avold
- 1re Saint-Dizier
- Brienne
- La Rothière
- Campagne des Six-Jours (Champaubert
- Montmirail
- Château-Thierry
- Vauchamps)
- Mormant
- Montereau
- Bar-sur-Aube
- Saint-Julien
- Laubressel
- Berry-au-Bac
- Craonne
- Coutures
- Laon
- Soissons
- Mâcon
- Reims
- Saint-Georges-de-Reneins
- Limonest
- Arcis-sur-Aube
- Fère-Champenoise
- 2e Saint-Dizier
- Meaux
- Claye
- Villeparisis
- Paris

- Feistritz
- Caldiero (en)
- Trieste
- Mincio

- Hoogstraten (de)
- Anvers
- Berg-op-Zoom
- Courtrai

Après la bataille de la Moskova (ou de Borodino), livrée le 7 septembre 1812, l'armée russe se replie en abandonnant la capitale du gouvernement de Moscou. La prise de Moscou par l'armée de Napoléon Ier, le 14 septembre 1812, se fait sans combat mais la ville est ravagée par un grand incendie. Son occupation dure jusqu’au 23 octobre 1812, Napoléon attendant une capitulation russe qui n'arrive pas.

## L'entrée dans la ville
À 14 heures, Napoléon fait son entrée à Moscou, avec sa garde et le 1er corps, dans l’ancienne capitale de la Moscovie. La ville est déserte. Son gouverneur, Fédor Rostoptchine, l'a vidée de toute provision.
Le lendemain, l'Empereur s’installe au Kremlin, le palais des tsars situé au milieu de la ville. Le maréchal Mortier est nommé gouverneur, avec ordre d’empêcher le pillage par tous les moyens. Des secours sont donnés aux blessés russes qui encombrent les hôpitaux, ainsi qu’aux Moscovites qui n’ont pas voulu suivre l’armée de Koutouzov.
Ayant pris ce qu'il considère comme une capitale, en se fondant sur les règles de la guerre, Napoléon pense que l'empereur Alexandre Ier lui offrira sa capitulation sur le mont Poklonnaïa. Un armistice est accordé aux Russes et Napoléon, fort de son triomphe, propose la paix à Alexandre. Il ne reçoit que des réponses évasives laissant vaguement espérer un arrangement, mais qui arrangent les deux parties. Les Français ont ainsi le temps de reprendre des forces, les Russes attendent les grands froids qui obligeront les Français à évacuer la Russie.
Avant l’ordre d’évacuation, Moscou comptait environ 270 000 habitants. La plupart évacuèrent la ville et les restants se chargèrent de brûler ou de dérober les derniers stocks de nourriture pour en priver les Français. Quand Napoléon entra dans le Kremlin, il restait le tiers de la population dont la plupart étaient des commerçants étrangers, des serviteurs ou des personnes invalides ou ne voulant pas fuir. Ceux-ci se tinrent à l’écart des troupes, y compris la nombreuse communauté française présente.

## L'incendie

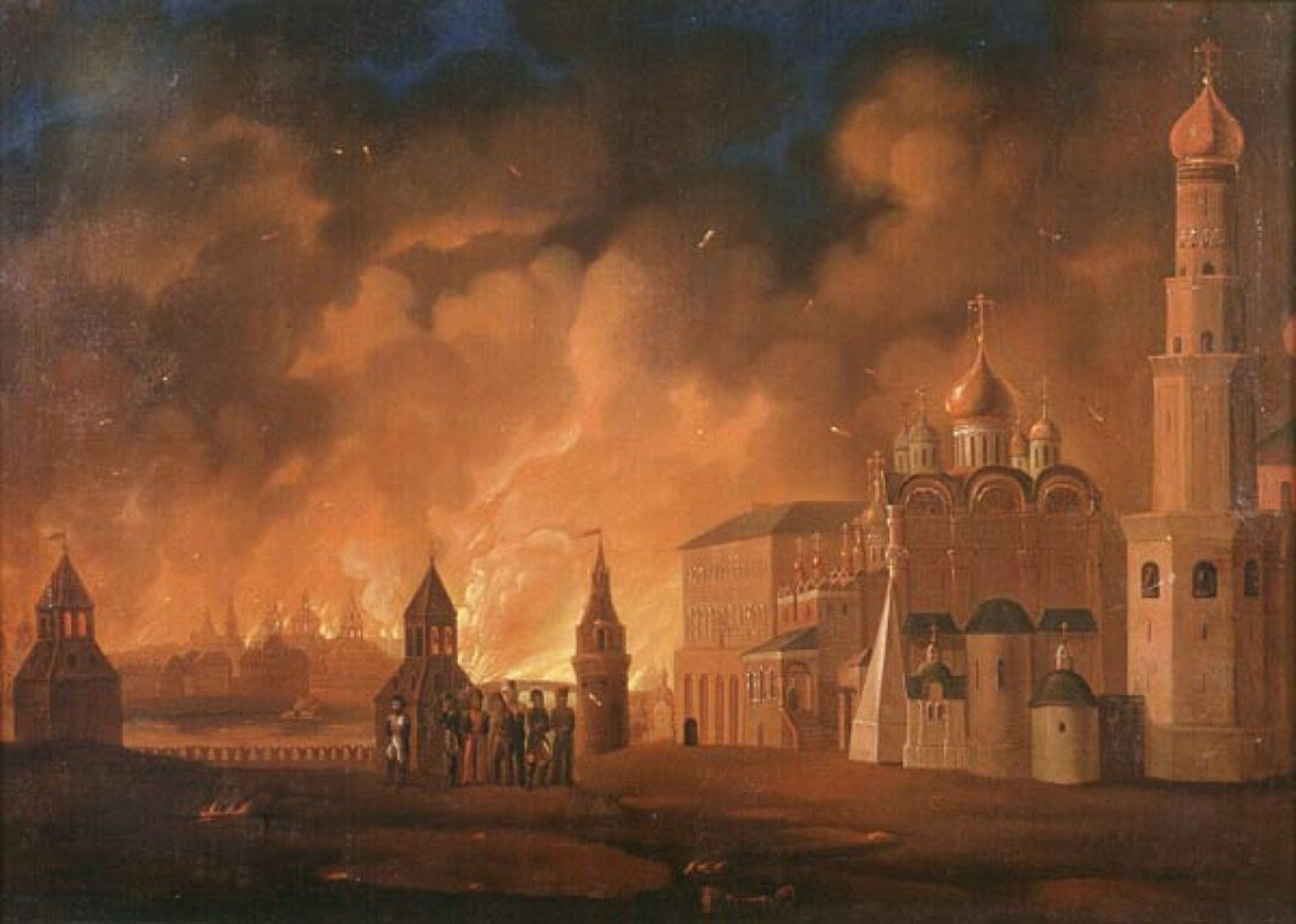
Tableau représentant Moscou sous les flammes à l'arrivée des troupes Napoléoniennes

Selon la version de l'armée française, du 14 au 18 septembre du calendrier grégorien (2 au 6 septembre du calendrier julien), des feux sont lancés par l'armée russe à Moscou et ravagent la ville, essentiellement construite en bois. Ce fut le pire coup porté aux Français qui, privés d'abris, ne pouvaient plus rester sur place. À un signal donné, le feu éclate dans mille endroits à la fois. C’est en vain que les Français tentent d'éteindre l’incendie : le ravage des flammes ne s’arrête que dans la soirée du 20 septembre, lorsque près de 7 000 maisons en bois et 4 000 maisons de pierres, soit les neuf dixièmes de la ville, sont en cendres. 20 000 malades ou blessés sont victimes de ce désastre. « J'ai vaincu des armées, mais je n'ai pu vaincre les flammes » s'est exclamé Napoléon dans Le Mémorial de Sainte-Hélène.

## La retraite
Occupant une ville en ruines, sans avoir reçu la capitulation russe, face à une manœuvre russe le poussant à quitter Moscou, Napoléon entame sa longue retraite le 18 octobre.
Mortier a ordre d’abandonner le Kremlin le 23, après l’avoir détruit, et de ne laisser en arrière ni blessés, ni malades. Dans sa marche rétrograde, la Grande Armée est constamment harcelée par l’ennemi.
Napoléon estima plus tard que son erreur avait été de ne pas quitter Moscou deux semaines plus tôt et de surprendre l'armée de Koutouzov qui campait à proximité, à Tarutino. Même si cela n'aurait pas suffi à vaincre immédiatement la Russie, celle-ci aurait été ensuite incapable d'affronter les Français.

## L'étendue du désastre

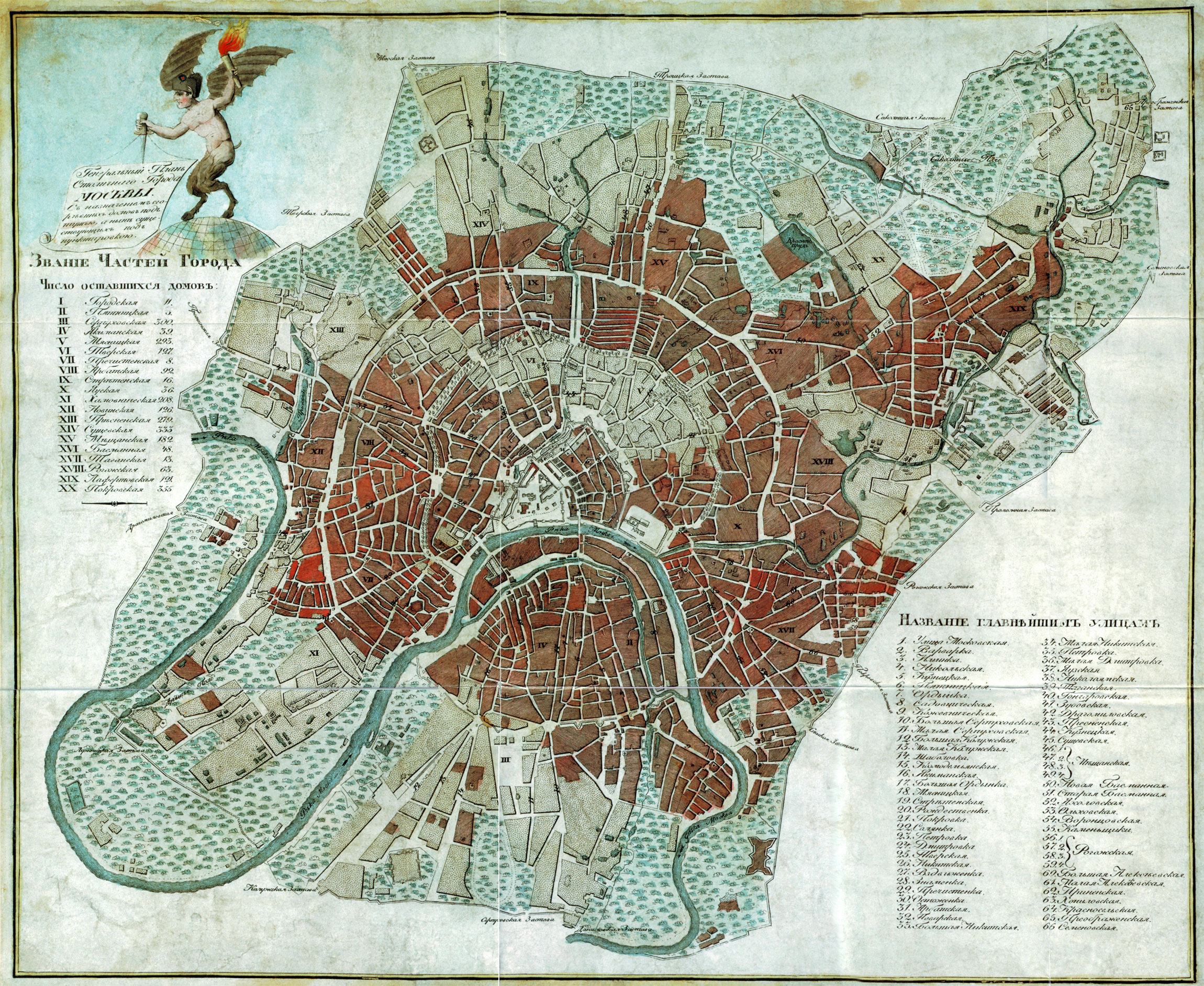
Carte de 1817, la zone ravagée par l'incendie est marquée en rouge.

Ivan Katayev estime les destructions aux trois quarts des bâtiments de la ville :
- 6 496 maisons particulières sur 9 151, dont 6 584 en bois et 2 567 en brique.
- 8 251 commerces et entrepôts, dont la plus grande partie de Kitaï-gorod et dans le quartier d'affaires de Zamoskvorechye.
- 122 des 329 églises.

On estime à 2 000 le nombre de soldats russes blessés qui ont péri dans les incendies. 12 000 corps en tout ont été retrouvés. L'université d'État de Moscou, la bibliothèque Boutourline, les théâtres Petrovsky et Arbatsky ont été complètement détruits ; de nombreuses œuvres d'art, notamment l'original de Le dit de la campagne d'Igor, ont disparu à jamais. L'orphelinat de Moscou près de Kitai-Gorod, converti en hôpital, a été sauvé par la police locale. La population de Moscou estimée en 1811 à 270 000 âmes, est d'environ 215 000 résidents après la guerre, elle passe à 349 000 en 1840.
Les cartes établies par les autorités russes après la guerre (notamment des cartes militaires de 1817 réimprimées pour le public en 1831) montrent que la majorité du territoire de Moscou a été détruit dans l'incendie, à l'exception notable du Kremlin de Moscou, l'orphelinat, le quartier nord de Bely Gorod (de la rue Tverskaïa à la rue Pokrovka), les étangs du Patriarche à l'ouest, ainsi que des établissements de la banlieue.
Ces cartes qui exagèrent probablement le désastre montrent certains quartiers comme s'ils étaient détruits. Par exemple, la rue Bolshaya Nikitskaya à l'ouest du boulevard périphérique conserve nombre de ses demeures intactes ; les troupes occupantes défendent leurs propres logements ainsi que le théâtre français et la colonie française de Kouznetsky Most. Les Français tentèrent même de sauver le palais Batachov, occupé par Murat, mais après deux jours de lutte acharnée, celui-ci a été détruit dans l'incendie de l'arrondissement de Taganka.
Contrairement aux déclarations du général Marbot qui prétendait que l'incendie de Moscou était la principale cause de l'échec de la campagne de 1812, la destruction de Moscou n'était pas si totale, pour qu'il ne reste pas suffisamment de maisons, de palais, d'églises ou de casernes pour héberger l'ensemble de l'armée. De plus, de nombreuses unités étaient stationnées en dehors de la ville, par exemple à Ostankino (cavalerie légère) ou Khimki (corps italien) ; d'autres ont été envoyées au sud pour faire barrage aux mouvements des Russes.